# Giuseppe Sposetti
Giuseppe Sposetti (Macerata, 2 agosto 1933) è un politico italiano, deputato dal 1976 al 1983 e sindaco di Macerata dal 1967 al 1975 e dal 1980 al 1981.

## Biografia
Esponente della Democrazia Cristiana, viene eletto sindaco di Macerata nel 1967 rimanendo in carica fino al 1975. Copre nuovamente la carica di primo cittadino dal 1980 al 1981. Nel 1976 viene anche eletto alla Camera dei Deputati, confermando il proprio seggio anche alle elezioni politiche del 1979; conclude il mandato parlamentare nel 1983.